# Mesochorus conjunctus
Mesochorus conjunctus är en stekelart som beskrevs av Dasch 1974. Mesochorus conjunctus ingår i släktet Mesochorus och familjen brokparasitsteklar. Inga underarter finns listade i Catalogue of Life.